# Olivier Montoro
Olivier Montoro est un réalisateur français. Il a notamment créé l'émission Toutes les télés du monde sur Arte en collaboration avec Alain Wieder et Vladimir Donn, réalisé de nombreux films dont Bref, le documentaire sur la série culte de Canal+. Il a également produit et réalisé trois clips musicaux pour la chanteuse Camille: Seeds, Lasso et Je ne mâche pas mes mots.

## Filmographie
- Je ne mâche pas mes mots. Camille. 2017
- Lasso. Camille. 2017
- Seeds. Camille. 2017
- L'art du futur. Planète +. 2017
- Si je est un autre. David Assaraf. 2016
- Kamel à Tokyo. Avec Kamel le magicien. Canal +. 2013
- Kamel à Las Vegas. Avec Kamel le magicien. Canal +. 2012
- Bref, le documentaire. Avec Kyan Khojandi. Canal +/Empreinte Digitale. 2011
- Les Nouveaux Explorateurs. Avec le globe-painter Julien Malland. Canal +. 2010
- Les temples de la consommation. Avec Hélène Klodowsky et Ariel Wizman. Musique originale: Air. Canal +. 2008
- Superdragueurs. Avec Aymeric Vin-Ramarony. Canal +/Maha Production. 2008
- Tous les habits du monde: Moscou. Avec Vladimir Tchernine. Arte/Point du Jour. 2006
- Gaza Sderot, chroniques d'avant guerre.. Arte/Bô Travail. 2009
- La télé des Européens Avec Vladimir Donn et Stéphane Corréa. Arte/Point du Jour. 2007
- La télé des Géorgiens. Avec Vladimir Tchernine et Patta Kourdadze. Arte/Point du Jour. 2006
- La télé des footballeurs. Avec Vladimir Donn. Arte/Point du Jour. 2006
- Si j'étais directeur…. Avec Vladimir Donn. Arte/Point du Jour. 2005
- La télé des Islandais. Arte/Point du Jour. 2005